# Гейденрейх, Людвиг Людвигович
Людвиг Людвигович Гейденрейх (Людвиг Андреас Нестор фон Гейденрейх, нем. Ludwig Andreas Nestor von Heydenreich; 1846—1920) — русский бактериолог.

## Биография
Родился в 1846 году в Российской империи. В 1869 году окончил Санкт-Петербургскую медико-хирургическую академию. Служил уездным врачом в Валдае; затем врачом в Санкт-Петербургском воспитательном доме, работая также в Медико-хирургической академии.
В 1876 году защитил диссертацию по этиологии и клинике «возвратной горячки» (возвратного тифа) и выехал за границу, где работал в лабораториях Роберта Коха, Луи Пастера, К. Негели и П. Эрлиха.
В 1884 году вернулся в Россию и в 1887 году был избран приват-доцентом Петербургской Военно-медицинской академии, где организовал при клинике бактериологическую лабораторию. С 1889 года — главный врач Виленского, а в 1903—1911 годах — Рижского и Одесского окружных военных госпиталей.
Скончался в 1920 году.

## Научные работы
Основные научные работы относятся к микробиологии, микробиологической техники, инфекционной патологии, санитарии и военно-санитарному делу. Автор около 50 научных работ.
- 1876 — ввёл анилиновые краски в бактериологическую технику.
- 1883—1885 — применил автоклав для стерилизации плотных питательных сред.
- 1885 — предложил двойные стеклянные чашки, вытеснившие из микробиологической практики пластинки Коха.
- 1888—1889 — изучал этиологию и клинику возвратного тифа и кожного лейшманиоза в Туркестане.

Также он усовершенствовал ряд микробиологических методик.
Им было опубликовано полное руководство по микробиологической методике: «Методы исследований низших организмов».

## Источники

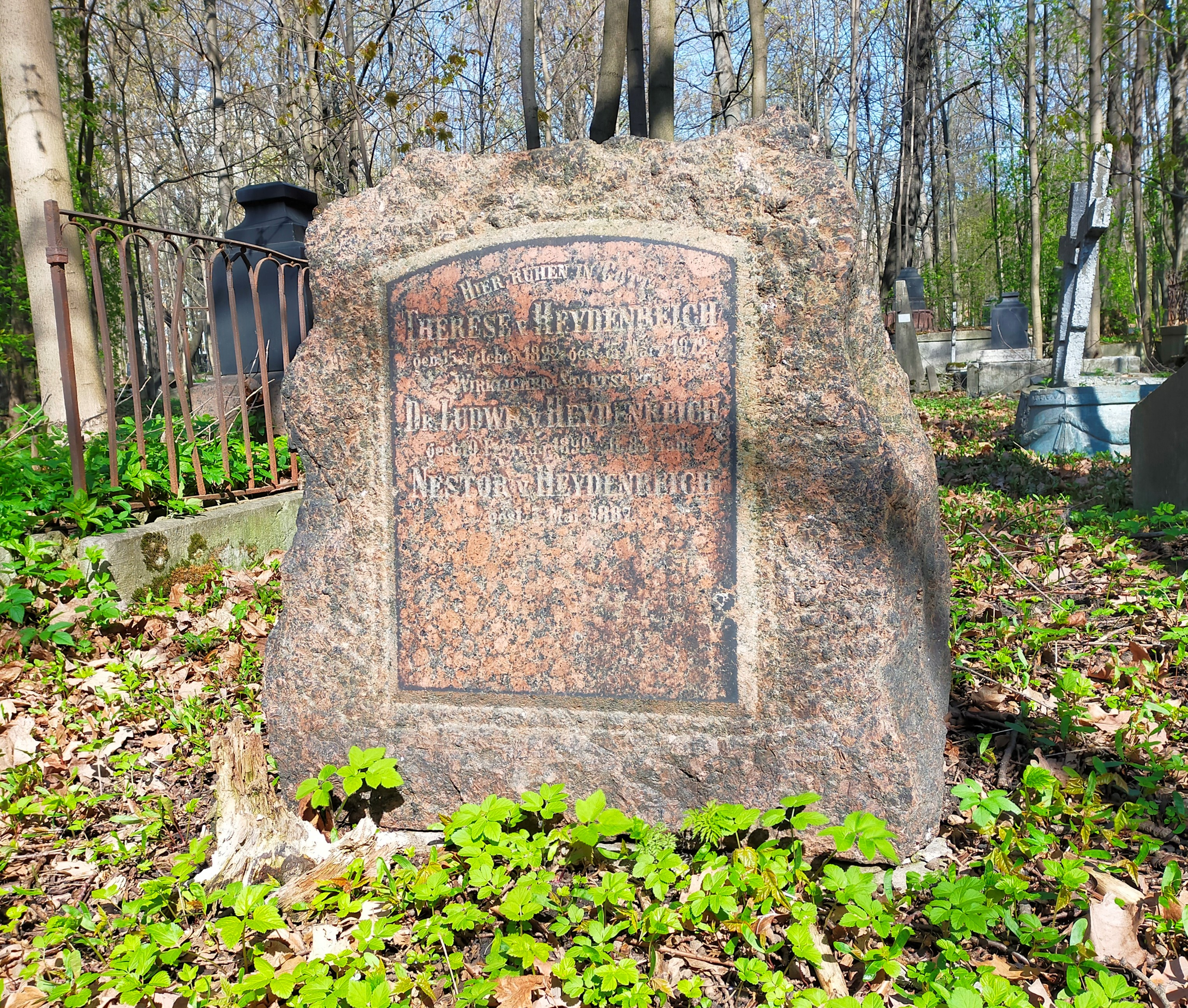
Могила родителей и младшего брата Л. Л. Гейденрейха, Смоленское лютеранское кладбище

### Комментарии
1. ↑  Из представленных в источнике вариантов написания фамилии латиницей выбран совпадающий с написанием фамилии родителей и брата Л. Л. Гейденрейха на надгробном памятнике.

### Отсылки к источникам
1. ↑  Ljudvig Ljudvigovič Gejdenrejch (нем.). Wissenschaftsbeziehungen im 19. Jahrhundert zwischen Deutschland und Russland auf den Gebieten Chemie, Pharmazie und Medizin. Sächsische Akademie der Wissenschaften zu Leipzig. Дата обращения: 4 августа 2023. Архивировано 5 декабря 2022 года.
2. ↑  Метелкин, 1977.